# Milei (Nahrungsergänzungsmittel)
Milei – abgekürzt für Milcheiweiß – war der Name eines Nahrungsersatzproduktes in Pulverform, das in den letzten Jahren des Zweiten Weltkrieges in Deutschland verkauft wurde.

## Eigenschaften
Milei bestand aus Proteinen aus Milch oder Molke, die gefällt, gewaschen und getrocknet wurden. Das Produkt wurde als Ei-Austauschmittel verwendet, um zu panieren, Suppen zu binden oder Kuchen zu backen. Ein gehäufter Esslöffel des gelben Pulvers, angerührt mit drei Esslöffeln Wasser, galt als Standardmenge zum Ersatz eines Eis oder Eigelbs. Ein Sonderprodukt war unter dem Namen „Milei G“ im Handel. Alternativ wurden 1942 neben Milei als Eiaustauschstoffe auf Milchbasis Syntova der Pomosinwerke in Frankfurt a. M. und Milcheiweißschnee der Edmes-GmbH in Berlin verwendet.
„Milei“ fand Einsatz bei der Truppenversorgung der Wehrmacht, aber auch in den von Nahrungsknappheit betroffenen Privathaushalten. In letzteren blieb es noch bis in die Nachkriegsjahre hinein geläufig. Hersteller war die in Stuttgart ansässige Milei-Gesellschaft mbH. Die Gesellschaft wurde 1971 mit Sitz in Leutkirch im Allgäu als Milei GmbH neu gegründet und stellt weiterhin Molkeprodukte her.